# Nonstock Festival
Das Nonstock Festival ist ein seit 1998 bestehendes Musikfestival. Es findet jährlich zwischen Juli und August in Nonrod im hessischen Landkreis Darmstadt-Dieburg statt.

## Geschichte
Da die Auftrittsmöglichkeiten für junge Bands im Odenwald Ende der 90er Jahre sehr begrenzt waren, hatten zwei Brüder aus Nonrod zusammen mit anderen Musikern die Idee, ein Musik-Festival zu veranstalten. Das erste Nonstock-Festival fand 1998 unter dem Motto „Musik am Arsch der Welt“ vor allem als Geburtstagsfeier und Konzert der Band „Hardcore Music Partyfraktion“ auf dem elterlichen Bauernhof der beiden Festival-Gründer statt. Es wurde von 400 Menschen besucht. Da der Bauernhof als Veranstaltungsort schnell zu klein wurde, zog die Veranstaltung bereits 1999 auf eine unterhalb des Sportplatzes des 1. FC Niedernhausen zwischen Nonrod und Niedernhausen gelegene Wiese um. Die Wiese im Fischbachtal wird seitdem auch als „Kulturwiese“ oder „Nonstock-Wiese“ bezeichnet. Das Festival hatte zeitweilig bis zu 4000 Wochenendbesucher und wechselt zwischen dem Bauernhof und der „Kulturwiese“ als Veranstaltungsort.
Im Jahr 2003 wurde der Verein Kulturwiese Nonstock e. V. gegründet. Er fungiert seitdem als Trägerverein des Festivals und verschiedener anderer Musik- und Kulturveranstaltungen.
Das Festival hat seit seiner Gründung immer wieder mit starkem Regen zu kämpfen. Deshalb befand sich in den Jahren 2005/2006 die Hauptbühne in einem Zelt und wurde unter dem Motto „Wir rocken auch bei Pisswetter“ veranstaltet.
Aufgrund einer drohenden Unterlassungsklage durch einen Jagdpächter im Jahr 2009 war das Fortbestehen des Festivals ungewiss. Da sich die Einigung hinzog und das Festival zudem personelle Engpässe hatte, fand im Jahr 2010 kein Nonstock Festival, sondern eine recht spontan organisierte Eintagesveranstaltung mit dem Titel „Helgas Wald- und Wiesensause“ statt. Zwischen 2011 und 2014 konnte das Festival wieder in vollem Umfang veranstaltet werden und war mit bis zu 4000 Besuchern so erfolgreich wie nie zuvor. So konnte die Veranstaltung mit namhaften Größen wie Casper, Kraftklub, Prinz Pi, Bilderbuch, Feine Sahne Fischfilet, Dendemann usw. aufwarten. Zeitweilig waren an der Durchführung bis zu 200 ehrenamtlichen Helfer beteiligt.
Im Jahr 2014 erlitt das Festival erneut einen herben Rückschlag. Unwetterartige Regenfälle störten den Festivalbetrieb und es entstanden Schäden, Besucher blieben fern, was zu einem massiven Defizit führte. Um die Verluste wieder auszugleichen, wurden Spendenaktionen durchgeführt und die Veranstaltungsreihe „Zünd den Regen an“ ins Leben gerufen. Um 2015 nicht komplett auf eine Veranstaltung zu verzichten, wurde ein eintägiges Hoffest auf dem Röderhof veranstalten.
Durch den großen Zuspruch und aufgrund des geringeren Risikos entschlossen sich die Organisatoren, das Festival nun in einem kleineren Kreise mit ca. 800 Besuchern auf dem Röderhof zu veranstalten.
2016 fand das Festival, erstmals ausverkauft, wieder auf dem Bauernhof statt. Dieses Mal wurde das Rahmenprogramm auf ungefähr 40 Acts erweitert, verteilt auf drei Bühnen.
2017 wurde an den Erfolg der „Nonstock Farmer’s Edition“ des vergangenen Jahres angeknüpft: Wieder konnten rund 800 Besucher am Ortsende von Nonrod rund um den Bauernhof ein Festival erleben, das mit seinem vielfältigen und anspruchsvollen Programm auch im Jahr 2018 wieder dort stattfand.

## Konzept Nonstock Farmer’s Edition

### Programm

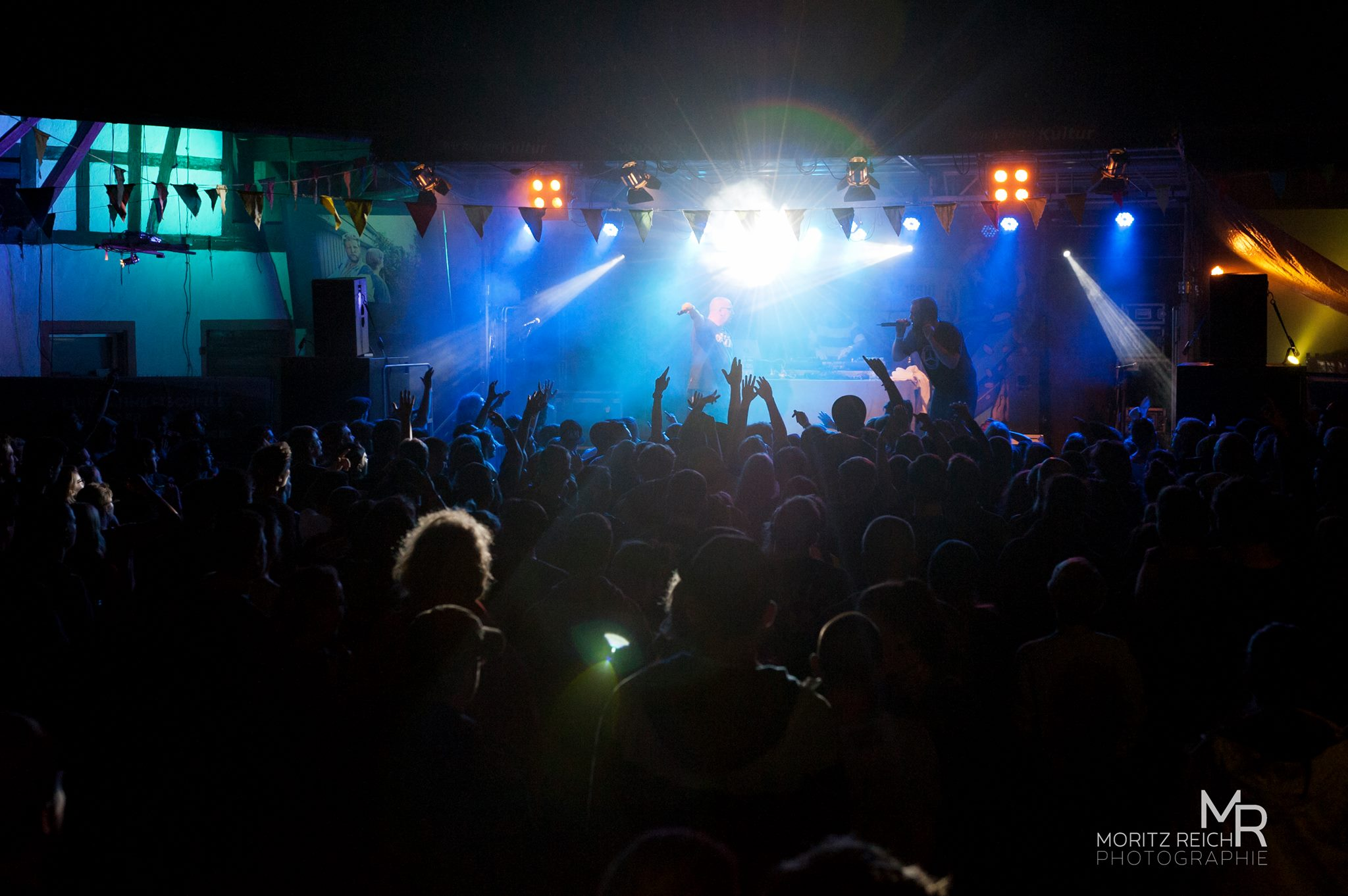
Audio88 & Yassin 2016 auf der Hofbühne

Das Programm umfasst Musikalisches aus den Sparten Rock, Alternative, Punk, Pop, Rap, Hip-Hop, Elektro, Indie sowie Singer-Songwriter. Außerdem finden Poetry und Varieté hier eine Bühne. Insgesamt erwarten den Besucher rund 40 Acts und Aktionen, verteilt auf drei Bühnen.

#### Hofbühne
Im Dreiseitenhof befindet sich die sogenannte Hofbühne. Hier treten in der rustikalen Atmosphäre des Hofes Künstler verschiedenster Genres auf.

#### Wiesenbühne
Die etwas kleiner Wiesenbühne befindet sich unweit eines Lagerfeuers mitten auf einem der zwei Campingplätze. Hier wird ein abwechslungsreiches Programm mit Singer-Songwriter-Acts und kleineren Rock- und Folk Formationen geboten. Außerdem wird die Bühne mehrmals am Wochenende zu einer Open Stage, auf der Besucher und Bands miteinander jammen.

#### Hallenbühne
Poetry, Theater, Workshops, Lesungen und Film bilden das kulturelle Herz der Hallenbühne. Die Halle liegt nur 100 Meter von der Hof- und 50 Meter von der Wiesenbühne entfernt. In diesem kleinen, etwa 70 Besucher fassenden Raum gelingt es den Veranstaltern, das musikalische Programm auf den beiden anderen Bühnen durch Formate zu ergänzen, die oftmals auch überraschend sein mögen. Dank der langjährigen Zusammenarbeit mit dem Open Air Filmfest Weiterstadt werden dort jedes Jahr Kurzfilme gezeigt.

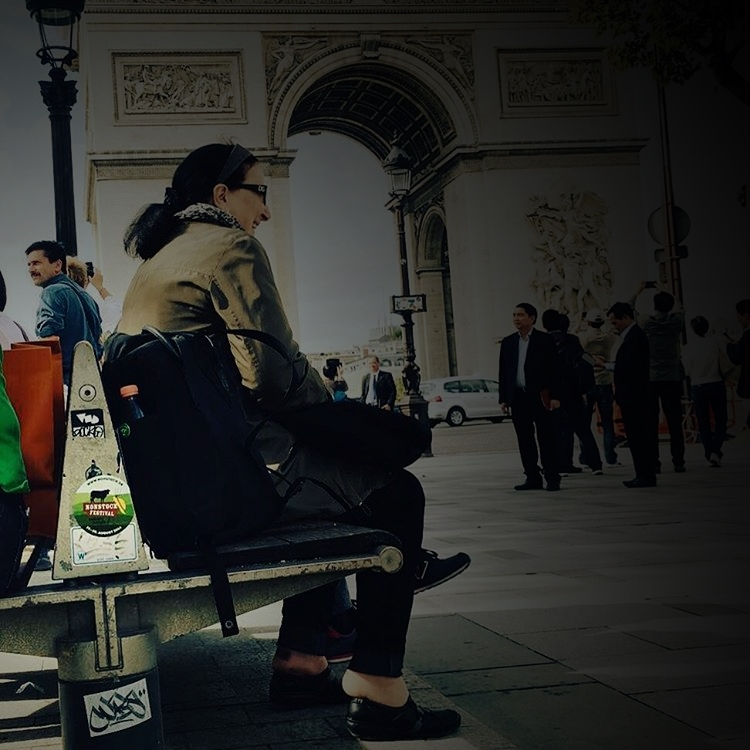
Nonstock 2016 Aufkleber auf einer Bank am Triumphbogen in Paris

### Besucher
Das Nonstock Festival wurde ab 2011 von ca. 3.000 Menschen im Alter von 16 bis ins hohe Alter besucht. Die seit 2016 stattfindende „Nonstock Farmer’s Edition“ bietet ca. 800 Besucher Raum. Allgemein sind viele Familien auf dem Festival anzutreffen, die besonders den Festival-Samstag für einen musikalischen Ausflug nutzen. Nicht nur in der Umgebung ist das Festival bekannt, sondern erreicht auch einen gewissen Bekanntheitsgrad in ganz Deutschland. Dies erkennt man an den Besuchern, die keine Kosten und Mühe scheuen, aus entfernten Bundesländern anzureisen.

### Ehrenamtliche Helfer
Nur dank der zahlreichen ehrenamtlichen Helfer ist es überhaupt möglich, dieses Festival zu veranstalten. Sie sorgen für einen reibungslosen Ablauf und kümmern sich unter anderem um den Auf- und Abbau, Parkplatz, Getränkeausschank und Campingplatz. Das Festival bedankt sich bei seinen Helfern durch freien Eintritt, einem Getränkepass, sowie teils exklusive Nonstock-T-Shirts. Im Durchschnitt zählt man ca. 100 Helfer pro Jahr. 2011 bis 2014 waren es bis zu 200 Freiwillige.

## Entwicklung und Line-ups
| Datum               | Veranstaltungsort                             | Line-Up |
| ------------------- | --------------------------------------------- | --- |
| 1998                | Röderhof                                      | Brainage, H.M.P, Me against the World, Nudge, Schnee, Sepp Suppreme, Umweg, Uzed. |
| 1999                | Kulturwiese                                   | Baggefudda, Brainage, Fate, Grundich, H.M.P, Meet the Feebles, Nafi, P.E.P, Sepp Suppreme, Tomorrow Starts Today, Tragic Vision. |
| 2000                | Kulturwiese                                   | 5 Finger, Hurt, Pencilcase, Planlos, Plowking, Sepp Suppreme, Shaqua Spirit, Toybox, Toxic Brainfood, (u,v,m). |
| 2001                | Kulturwiese                                   | Banana Junkies, Emily June, Everest, Folkfriends, Jinx for Jerx, Kaeszeh, Koka Koala, Krakeel, Los Gatos, Loungebliss, Mäuse auf dem Tisch, Ninjos santos, Pencilcase, Phonhaus, Phunk Mob, Shaqua Spirit, Spreu & Weizen, Zweckgemeinschaft, The Girlscout, The Last Romantic, Toxic Brainfood. |
| 2002                | Röderhof                                      | Chopsticks, Infuzo, Las Vegas, Ninjos Santos, Plowking, Rehfuß, Rock-A-Fella, Stadtguerillas, TSP, The Crying Game. |
| 2003                | Kulturwiese                                   | Agonie, Alev, Asarah, CP, Changing Sights, Head Gasked, Irie Révoltés, K*Rings Brothers, Lucid Lu, Nosedive, Peremptory Order, Riddim Revolution, Robda, Shaqua Spirit, Spreu & Weizen, Stadtguerillias, The Storyboard. |
| 2004                | Kulturwiese                                   | Alev, Andi Paulo, Blinded Sight, Changing Sights, Ferox, Fire Beat Nation, Have A breaK, Immergrün, Jambay, Last Romantic, Ninjos Santos, Rejected, Rekorder, Riddim Revolution, TALCO, VP One, Variety. |
| 2005                | Kulturwiese                                   | Bitune, Drobe, Elfmorgen, Freezeebee, Fumarkilla, Jolly Goods, Krakeel, Las Vegas, Gapline, Mock In Use, Plowking, Siamese, Stroke Unit Nurse, Vetoe, Woody. |
| 2006                | Kulturwiese                                   | Antiainment, Arne und Martin, CSP/Kriso und Robda, Cashma Hody, Emil Bulls, Fumarkilla, Hausnorris, My Saviours, Orange Sofa, Rude, Simmons Dream, Soapbox, Stroke Unit Nurse, The Orphaned, The Real McCoy, ear-o-tation, flowinIMMO et les Freaqz. |
| 2007                | Kulturwiese                                   | Blackdust, Cargo City, Hardcut, Immergrün, Jolly Goods, Lisa Freieck, Loaded, Monday Freak Show, Mädness, Nulltarif, Plwoking, Pornophonique, Rehfuß, Remmi & Demmi, Seduce, The Ordinary Me, The Real McCoy, Treacle People, Uzed, flowinIMMO et les Freaqz. |
| 2008                | Kulturwiese                                   | Alfred E Neumann, Beatshots, Benzin, Blind Circus, Evil Cavies, From Constant Visions, Memphis Bitch, Out Of Damage, Planet Ersag, Plus, VP 1. |
| 2009                | Kulturwiese                                   | 47 Million Dollars, 5Bugs, Allthesame, At The Farewell Party, Bakkushan, Bionic Ghost Kids, Deine Jugend, Funkfragen, Kackophonia, Mofa, Shy Guy At The Show, Sondaschule, The Real McCoy, Zaphire Okta Logue. |
| 2010                | Kulturwiese (als Helgas Wald und Wiesensause) | Omas Zwerge, Beatshots, Ska-Allüren. |
| 2011                | Kulturwiese                                   | Adept (SE), Ants on Earth, Casper, Eight Girls of Heart, Elfmorgen, Emil Bulls, Georges Beaurice, Grossstadtgeflüster, His Statue Falls, Inhuman, Kraftklub, Left Hand Black, Moonlightjunkie, Nicolas Sturm & das Klingen, Ensemble, Omas Zwerge, Option Eichhorn, Russkaja (AT), Schebb Branko Slava Superband, She & Me, Skafield, Skaya, Talco (IT), Unleash the Sky, Woody. |
| 2012                | Kulturwiese                                   | Bender & Schillinger, Bischler, Blockflöte des Todes, Cäthe, DontCan DJ Dota & die Stadtpiraten, Egotronic, Elfmorgen, Luisa, Läs Vegäs, Madison Affair, Prinz Pi, The Real McCoy, Rockstah, Ryo & Norman Sinn, Slime, Sondaschule, Soundition, Spaceman Spiff, Supershirt, The Stud, The T.C.H.I.K., Turbostaat. |
| 2013                | Kulturwiese                                   | A Polaroid View (NL), Aaden, Ahzumjot, Broomstick The Black Atlantic (NL), Dendemann, Dog Eat Dog (US), Elfmorgen, Feine Sahne Fischfilet, I Heart Sharks, Kim Janssen (NL), Love A, Momofoko (SE), Monsters of Liedermaching, New Found Land (SE), OK Kid, Odile & Odyssey, Okta Logue, Schluck den Druck, Schultz and Forever (DK), Snerft, Texas Local News, The Barbers. |
| 2014                | Kulturwiese                                   | A Polaroid View (NL), Bedroomdisco DJ-Set, Bilderbuch (AT), Elfmorgen @ Seebühne, Claire, Conmoto, Denis Jones (UK), Dexters (UK), GWLT, Gembala, Gerard (AT), KMPFSPRT, Liedfett, Mc Fitti, Mädness, Newmen, Pulled Apart by Horses (UK), Razz, Rollergirls, Sans Systéme DJ-Set, The Iascope, Weekend, Wrongkong, Wyoming. |
| 2015                | Röderhof (als eintägiges Hoffest)             | Branko Slava Superband, Elfmorgen, Omas Zwerge, Rollergirls, The Barbers |
| 19./20. August 2016 | Röderhof (Nonstock Farmer’s Edition I)        | Hofbühne 8Kids, Anorak, Audio88 & Yassin, Captain Capgras, Damion Davis, DJ-Brunftzeit, Dreimillionen, Eau Rouge, Feine Sahne Fischfilet, Freiburg, Giant Rooks, Kafkas, Mädness & Döll, Pornophonique, Super Awesome Band, The Iascope, Tosh Taylor. Wiesenbühne A&B, Chapter 5, Christian Lehr, He.Artwork, Hollywood of the Wolves, Resident Penner, Salma, Snerft (unplugged), Sophie X & Band, Open Stage mit Mandoferno & the Darmstadt Symphonic Orchestra. Hallenbühne 12 Volt-Disco, Circus Show (Variete), Festival-Joga/Workout, Gagakure by Alex Röthemeyer, Improtheater by KurzFormChaos, Kurzfilme (Filmfest Weiterstadt), Late Night Show, Poetry Slam (Moderation: Finn Holitzka), Reisebericht „Tschernobyl“ (William Veder) \| Schlechte Witze Festival, Talk mit Monchi (Feine Sahne Fischfilet): Subkulturen gegen Rechts, „Ich bin Schuld“ Poetry by Tilman Döring. |
| 11./12. August 2017 | Röderhof (Nonstock Farmer’s Edition II)       | Hofbühne 8Kids, DJ Noukie, DJ-Brunftzeit, Dirty Flamingo, Elfmorgen, Fatoni, FlowinImmO, Grossstadtgeflüster, Ich bin Fred, Lady Moustache, Leoniden, Okta Logue, Skaya, Sparkling, Spliff Uppercut, The Jukes, The Real McCoy. Wiesenbühne Dan plays Dylan, Jonsy, Lightcap, Milvus, Resident Penner and the Bridge, The Barbers, Tobi Vorwerk, Verveine, Woody, A&B. Hallenbühne „In Exile“ mit Yasmin Rams, Aerobic mit Vio, Der unglaubliche Ulf, Herzblatt-Show mit Holger und Richie, Improtanz mit Simon, Improtheater by KurzFormChaos, Kräuterwanderung, Leben mit einer Lesbianerin, Lem-Lesung mit Paula und Marc, Poetry Slam moderiert von Finn Holitzka mit Jule Weber, Samuel Kramer (Gewinner), Jakob Kielgaß und Jan Schmidt, Talk mit FlowinImmO moderiert von Markus Neureuther, Tobias Reckermann, Torsten Schäfer, Was bin ich-Show mit Holger und Richie, Yoga mit Celine. |
| 6./7. Juli 2018     | Röderhof (Nonstock Farmer’s Edition III)      | Hofbühne Blond, Cosby, DJ Brunftzeit, Destination Anywhere, Drei Meter Feldweg, Electric Horseman, Frau Ruth, Glanville, Goldroger, Grizzly, Leoniden, Retrogott & Hulk Hoden, Van Holzen. Wiesenbühne BRTHR, Brecht, DevilMayCare, Frank Albersmann, Flowtonix, Jakob Mayer, Lady Moustache unplugged, Lucid Void, Lukas Reiner, Mayfeuer, The Barbers, Wankers. Hallenbühne Aerobic mit Vio, Ausdruckstanz mit Simon, DJ Schock Travolta, Festivalyoga mit Celine, Filmvorführung „Wildes Herz“, Herzblatt-Show mit Holger und Richie, Kräuterwanderung, Kurzfilme vom Filmfest Weiterstadt, Modern Dance Workshop, Parkofilm, Poetry Slam, Riskier dein Bier mit Holger und Richie, SNERFT MINIMAL, Stand Up Comedy mit Marten de Wall, Talk mit Retro Gott & Hulk Hoden, Zaubershow mit Christoph Demian. |
| 6./7. Juli 2019     | Röderhof (Nonstock Farmer's Edition IV)       | Hofbühne Bel Blair, Drei Meter Feldweg, Frittenbude, Le Fly, Me and Reas, Mr. Jee-Jid, Of Colours, Pabst, Sookee, Swutscher, Terra Peace & Bruder Hain, The Lads Back Home, Watch me Rise. Wiesenbühne 2°, ATRIO, Birds View, Darmstadt Street Orchestra, Elda, Elmo at the Homeless Shelter, Jamok Einz, John Garner, Myths of a Thistle, RPATB, Snerft, The Mangonuts, The Trees Like Torches, WOODY/LYSY, Waveland Gang. Hallenbühne Aerobic, Doku: Luventa - Seenotrettung ein Akt der Menschlichkeit, entropie & freisinn Showcase mit DJ Oktogun, DJ Juelito und DJ Snoozia, Festivalyoga, Herzblattshow mit Holger und Richie, Kräuterwanderung, Kurzfilme, MEGA_Kunst Performance, Poetry Slam, Riskier dein Bier mit Holger und Richie, Stand Up Comedy mit Johannes und der Nonstock Crew, Talk mit Sookee, Tanzlabor - Contemporary, Werkstadtgespräch: Gegenwart und Zukunft der Festivals in der Region. |
| 2020                | Ausgefallen wegen Corona                      | |
| 24. Juli 2021       | Röderhof (Nonstock & Friends)                 | LIN, Triorität, ATRIO, 8Kids. |
| 5. /6. August 2022  | Röderhof (Nonstock Farmer´s Edition V)        | Wiesenbühne Scheiba, Der Luger, Call us Janis, Gwen Dolyn & toyboys, 24/7 Diva Heaven, Omas Zwerge, Fischbachtaler Posaunenchor, Third Wave, Dead Taste, Kolossus Däächt, metty, Sperling, Kochkraft durch KMA. Hängerbühne Zik Zak, Precipitation, Resident Penner, Alle werden fallen, Jovan, Ersatzkopf, Warten auf das Meer, Sam & Julian, One, Das blühende Leben, Vinomane, Terra Peace & LuisLtd, Branko Slava Superband, Open Stage. Hallenbühne Best of Nonstock, Fischbachtal im Bild und der Odenwald als Quiz, P-Magazin Interview: 24/7 Diva Heaven, Riskier dein Bier, Frok mit Frok, Movie Madness (mit Jimi Abseit), Holograph (Elektro), Kräuterwanderung (mit Edit), Festivaljoga (mit Roswitha), Aerobic (mit Vio), Workshop Klimagerechtigkeit (Fridays for Future DA), Waldbegehung: Wald im Klimawandel (mit Laurenz Pries, Förster a. D.), Ausbildung + Gewerkschaft, Zukunftsvision Röderhof (mit Burkhard Röder), Auferstehen leicht gemacht. In Erinnerung an Axel Röthemeyer, VOLUME Magazine: Live-Interview mit Sperling, Herzblattshow (mit Holger und Richard), Movie Madness (mit Jimi Abseit), kynazt (Elektro).                                                |
| 11./12. August 2023 | Kulturwiese (25 Jahre Nonstock)               | Wiesenbühne Baba Shrimp Gang, Leyka, Watch me Rise, Liser, Conny, Einzmann und Steevott (Chrome), Fischbachtaler Posaunenchor, Flunkyball, Kinderdisko mit Frauke, The Urban Socks, Meloi, The Real McCoy, Shoreline, Mia Morgan, KIND KAPUTT, Die große Nonstock Aftershow Hängerbühne Space-C, Lucid Void, Pizza Hawaii der Film, Frau Ruth, The Barbers, The Shakey Pines, Traumatin, The Lads Back Home, Frok, Neuzeit Acts (Jovan, Terrapeace, Vinomane), Systemabsturz, ELL, Branko Slava Superband Hallenbühne Best of Nonstock, VOLUME Magazine: Live-Interview mit CONNY und Liser, Riskier Dein Bier - die große Quizshow, Gönn‘ dir, Götze! Die große Heimat-Revue, Snerft minimal, Movie Madness mit Jimi Abseits, Aftershow mit Einzmann und Steevott, Kräuterwanderung mit Edith, Festivalyoga (auf der Spielwiese bei gutem Wetter), Aerobic mit Vio, Intersektionalität. Workshop mit Fridays for Future Darmstadt, Workshop mit Ingenieure ohne Grenzen, Karaoke, 25 Jahre Nonstock. Kultur und Musik rund um den Röderhof, Tilman Döring: Schade, Herzblattshow mit Holger und Richie, Ballern Ratjada, Movie Madness mit Jimi Abseits, Aftershow mit Nonstock Allstar DJ-Team |
| 02./03. August 2024 | Kulturwiese                                   | Wiesenbühne Pentastone, Rambo Ramon, Taby Pilgrim, Chaosbay, Posaunenchor, Kinderdisco + Kinderprogramm, Gruppe Blumenstrauß, nein danke, Jack Pott, Elfmorgen, Lauchcremegruppe, Kuder Hängerbühne Precipitation, Neuzeit Kollektiv, Traumatin, Open Stage, Wight, Pizza Hawaii - Der Film, Kant, Rathmann, Ersatzkopf, Branko Slava Superband Hallenbühne Best of Nonstock, Biologische Landwirtschaft (Workshop), Jonas Noack, Riskier Dein Bier - die große Quizshow, Pusteblume, Movie Madness mit Jimi Abseits, Aftershow mit Yin, Kräuterwanderung mit Edith, Festivalyoga, Aerobic mit Vio, Upcycling-Kreativ-Session, Bingo, VOLUME Magazine: Live-Interview mit Ersatzkopf, Hardy Loppmann-Show, Herzblattshow mit Holger und Richie, Kurzfilme vom Filmfest Weiterstadt, Aftershow mit BDF-DJ-Team |

## Impressionen vom Nonstock Festival

Impressionen
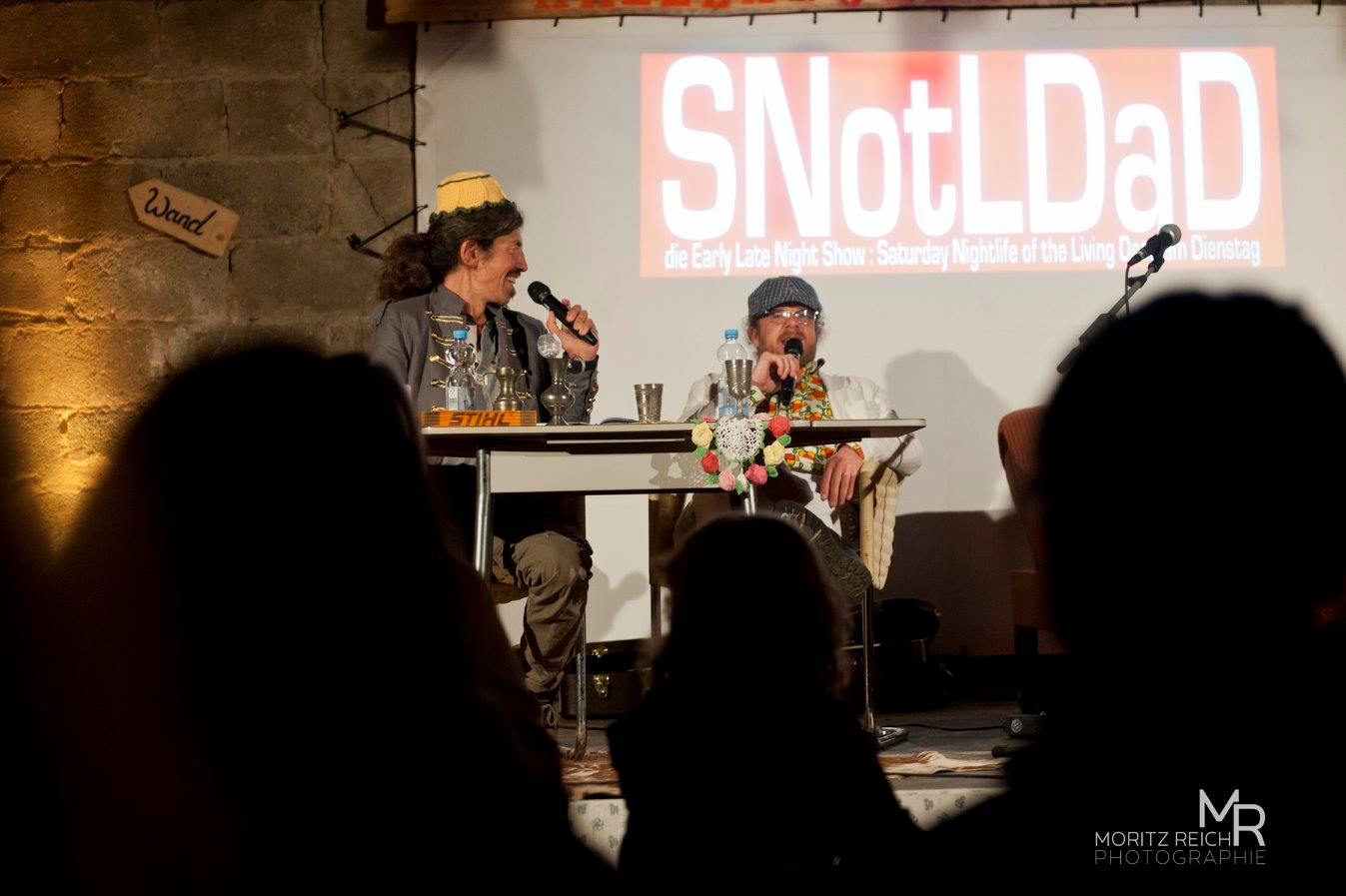
Die Early Late Night Show 2016
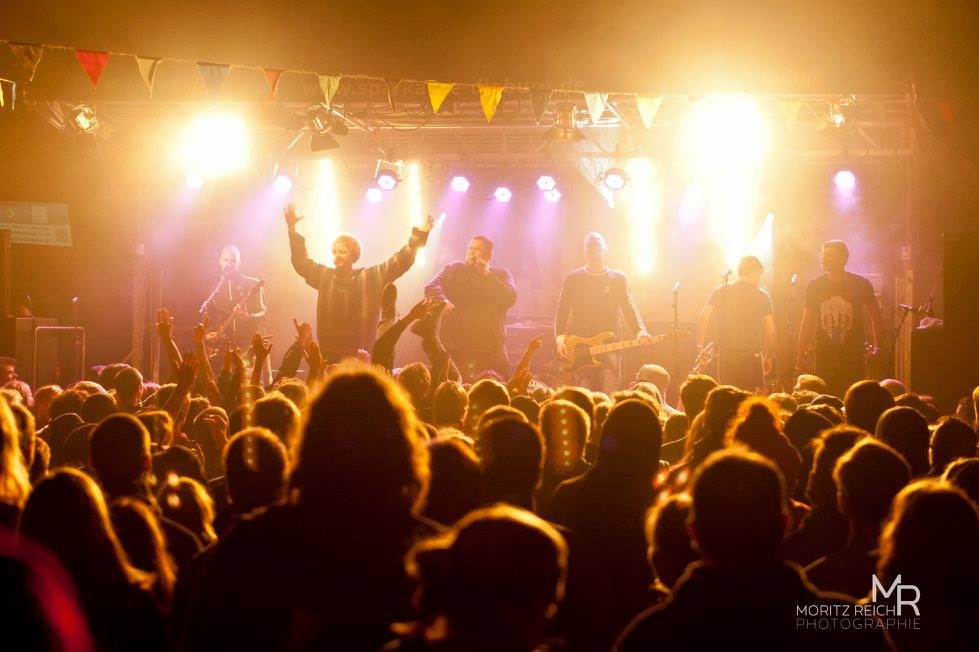
Feine Sahne Fischfilet 2016 auf der Hofbühne
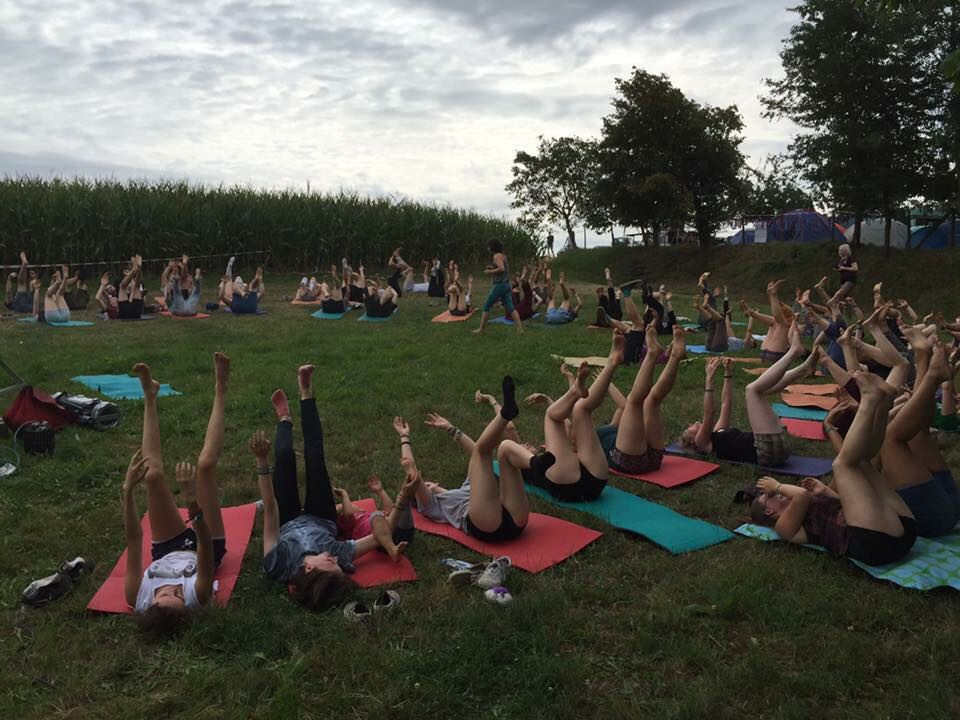
Nonstock Festivalyoga
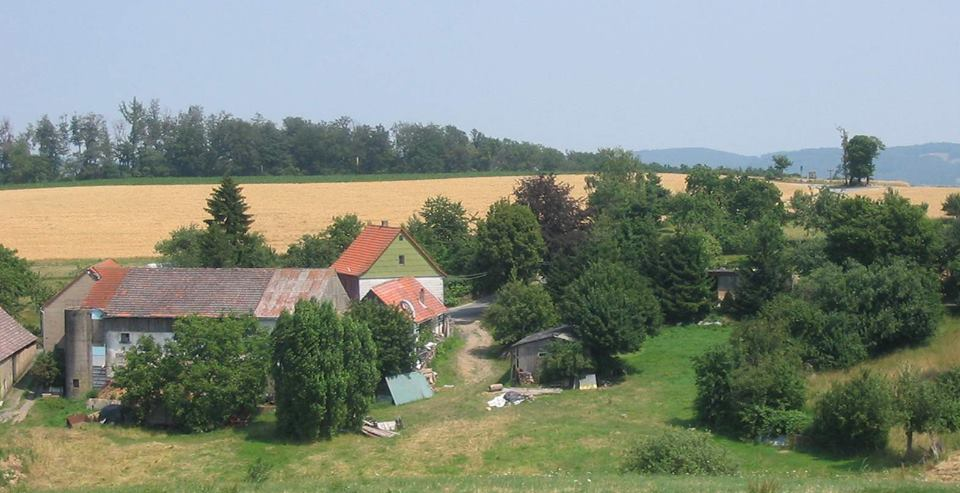
Der Röderhof von oben
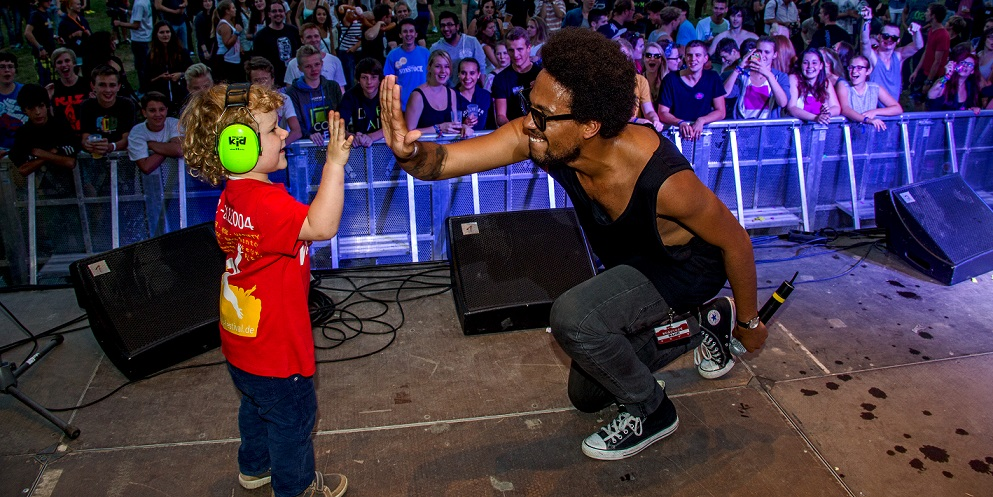
Ahzumjot auf dem Nonstock Festival 2013